# 金足草
金足草（学名：Strobilanthes capitata）为爵床科紫云菜属的植物。分布在锡金、尼泊尔、缅甸、印度、不丹以及中国大陆的西藏等地，多生长于林中，目前尚未由人工引种栽培。

## 别名
头花马蓝（西藏植物志）